# Cugir
Cugir [kudžir] (německy Kudsir, Kudschir, maďarsky Kudzsir) je město v Rumunsku v župě Alba. Nachází se na úpatí pohoří Șureanu, asi 36 km jihozápadně od města Alba Iulia, 138 km jihozápadně od Kluže a asi 369 km severozápadně od Bukurešti. V roce 2011 zde žilo 21 376 obyvatel.
První písemná zmínka o městě pochází z roku 1330, status města má od roku 1968. Cugirem prochází silnice DJ704, protéká jím stejnojmenná říčka Cugir, která se vlévá do Mureșe. Mezi části města patří ještě 7 vesnic: Bocșitura, Bucuru, Călene, Fețeni, Goașele, Mugești a Vinerea. V Cugiru se nachází továrna na zbraně, která zde funguje již od roku 1799.